# Elena Alice Fossi

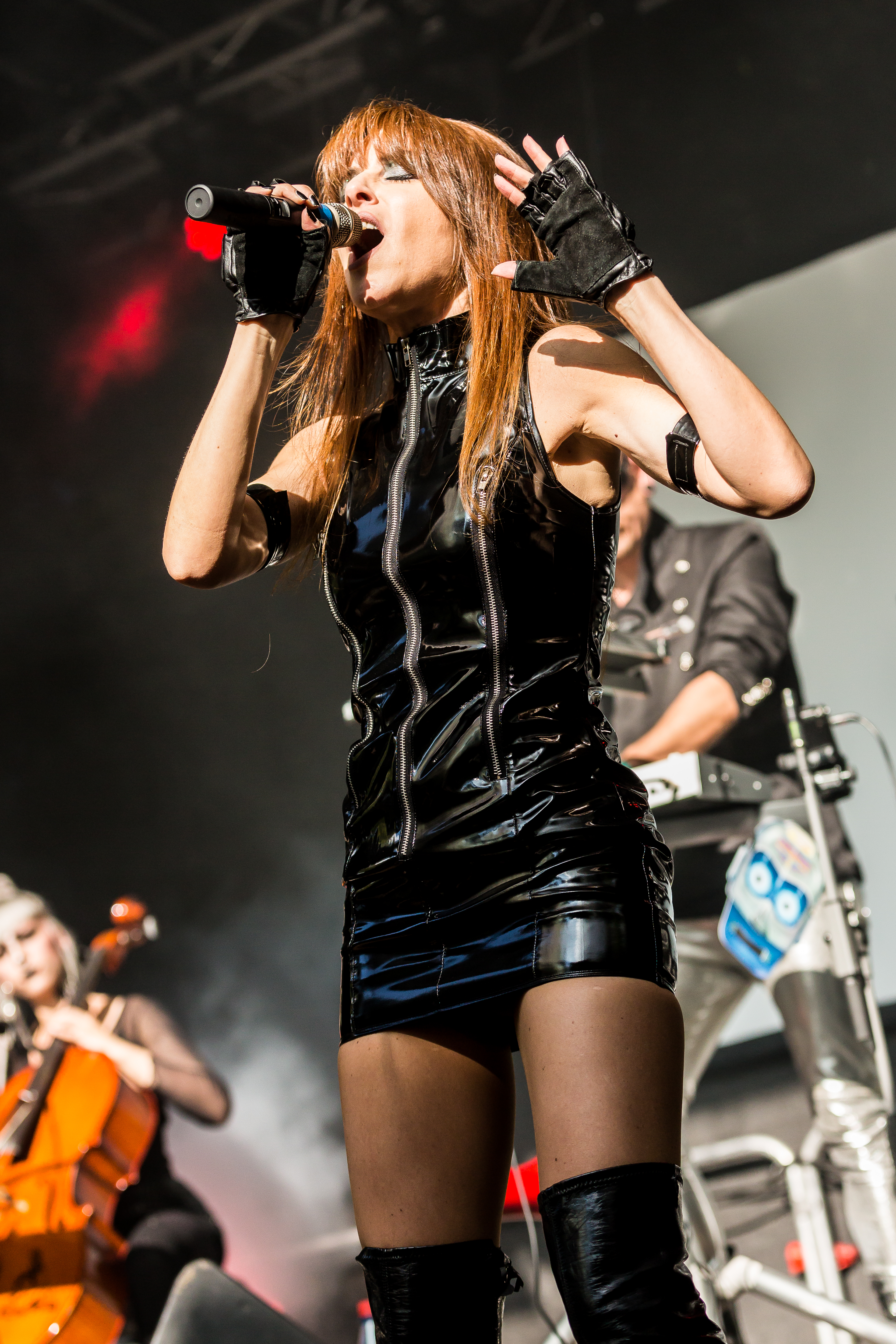
Elena Alice Fossi

Elena Alice Fossi, född 8 maj 1982 i Miami i Florida, USA, är en italiensk sångerska och musiker, aktiv inom electronica, goth och syntpop. Hon är medlem i Kirlian Camera, Spectra*Paris, Stalingrad och New Processean Order.

## Biografi
Elena Alice Fossi föddes i Miami, men flyttade tidigt till Toscana. Som artist i "La Fille Biasie" upptäcktes hon av Angelo Bergamini, grundare av syntrockbandet Kirlian Camera, där Fossi 2000 efterträdde sångerskan Barbara Boffelli. Elena Alice Fossi blev snart en megastjärna i Italien och Tyskland och kom att medverka i åtskilliga musikgrupper och sammanhang. 2002 skapade hon och Bergamini sidoprojektet Stalingrad, 2007 bildade hon den feministiska rockgruppen Spectra*Paris, 2010 filmade hon med Teatro Satanico och 2014 medverkade hon i Alessandro Papas New Processean Order, ett andligt musikaliskt projekt som relaterade till Robert DeGrimston från sekten The Process Church of The Final Judgment.

## Diskografi (i urval)
- 1998 La Fille Biasie (LFB-label, EP)
- 2004 Kirlian Camera Invisible Front 2005 (Sad Eyes/Trisol, CD, TRI-202)
- 2013 Kirlian Camera Black Summer Choirs (Out of Line, CD, OUT-609)
- 2014 New Processean Order "Hymns To The Great Gods Of The Universe" (End of Kali, LP, EOKY LP-01)
- 2017 Spectra*Paris Retromachine Betty (Dependent Records, CD, Mind-284)